# Trichogomphus rongi
Trichogomphus rongi är en skalbaggsart som beskrevs av Roger Paul Dechambre och Alain Drumont 2000. Trichogomphus rongi ingår i släktet Trichogomphus och familjen Dynastidae. Inga underarter finns listade i Catalogue of Life.